# Wenenozaur
Wenenozaur (Venenosaurus dicrocei) – zauropod z kladu Macronaria żyjący we wczesnej kredzie (ok. 125-100 mln lat temu) na terenach Ameryki Północnej. Długość ciała ok. 10 m, wysokość ok. 3 m, masa ciała ok. 7 t. Jego szczątki znaleziono w formacji Cedar Mountain w USA (w stanie Utah). Opisany na podstawie fragmentarycznego szkieletu, prawdopodobnie młodego osobnika.
Autorzy jego opisu uznali go za przedstawiciela kladu Titanosauriformes o niepewnej pozycji filogenetycznej; autorzy wskazali, że jego zachowane kości mają zarówno niektóre cechy budowy spotykane u przedstawicieli rodziny Brachiosauridae, jak i cechy występujące u przedstawicieli grupy Titanosauria. Upchurch, Barrett i Dodson (2004) uznali, że najprawdopodobniej był on bazalnym przedstawicielem Titanosauria nie należącym do grupy Lithostrotia - przy czym autorzy ci definiowali Titanosauria jako klad obejmujący wszystkich przedstawicieli Titanosauriformes bliżej spokrewnionych z saltazaurem niż z brachiozaurem; inni autorzy na określenie tego kladu używają nazwy Somphospondyli, zaś nazwy Titanosauria używają na określenie węższego kladu w obrębie Somphospondyli. Późniejsze analizy kladystyczne sugerują, że Venenosaurus był bazalnym przedstawicielem kladu Titanosauriformes nienależącym do Titanosauria (ale być może bliżej spokrewnionym z nimi niż z brachiozaurem), blisko spokrewnionym z cedarozaurem, bazalnym przedstawicielem kladu Macronaria nie należącym do Titanosauriformes lub przedstawicielem rodziny Brachiosauridae.